# Filialverbot
Das Filialverbot (amtliche Bezeichnung: «Bundesbeschluss über das Verbot der Eröffnung und Erweiterung von Warenhäusern, Kaufhäusern, Einheitspreisgeschäften und Filialgeschäften») war eine gesetzlich verordnete Einschränkung der verfassungsmässig garantierten Wirtschaftsfreiheit in der Schweiz, die von 1933 bis 1945 in Kraft war. Mit dieser dirigistischen Massnahme sollte der mittelständische Detailhandel aus seiner Krise herausgeführt werden, indem es Unternehmen mit Einheitspreisgeschäften, Filialgeschäften, Kaufhäusern und Warenhäusern verboten war, neue Läden zu eröffnen oder bestehende zu erweitern. Das Verbot war auch antisemitisch motiviert, da zahlreiche Warenhäuser im Besitz jüdischer Familien waren.

## Beschluss
Seit dem Beginn der Weltwirtschaftskrise im Oktober 1929 geriet der mittelständische Detailhandel in der Schweiz immer stärker unter Druck. Gründe waren die markante Abschwächung der Binnenwirtschaft, die kartellistisch geprägte Strukturerhaltung der äusserst kleinteilig strukturierten Branche und insbesondere die wachsende Konkurrenz durch neuartige Verkaufsformen. Zu den seit Ende der 1890er Jahre bestehenden Kauf- und Warenhäusern kamen 1925 die Verkaufswagen und Ladenfilialen der Migros sowie 1930 die Einheitspreisgeschäfte von EPA hinzu. Mit Ausnahme der Migros waren diese Unternehmen im Besitz ausländischer und jüdischer Familien. Sie mussten als Sündenböcke für das wirtschaftliche Scheitern kleiner Ladenbesitzer herhalten. Die Mittelstandsbewegung Neue Schweiz und Politiker, welche die Interessen verschiedener Wirtschaftsverbände und antiliberale Positionen der extrem rechten Frontenbewegung vertraten, forderten gesetzliche Massnahmen zum Schutz der Branche.
Am 30. Januar 1933 verlangte der Schweizerische Detaillistenverband in einer Erklärung eine «Notverordnung … gegen die Warenhausexpansion, das Hausiererunwesen und Verkaufswagen». Zwei Monate später reichte Nationalrat Fritz Joss (BGB) eine Motion ein. Sie forderte die Revision von Artikel 31 der Bundesverfassung (Handels- und Gewerbefreiheit) und den Erlass einer Notverordnung «zur Behebung der den Mittelstand bedrohenden Gefahren», ebenso ein Gesetz gegen neue Grosswarenhäuser, Einheitspreisgeschäfte und «ähnlicher fremdartiger Unternehmungen sowie des Warenhandels». Joss nutzte seinen Einfluss als «Bundesführer» der Neuen Schweiz und Vizepräsident des Schweizerischen Gewerbeverbandes (SGV), worauf letzterer an seiner Delegiertenversammlung beinahe einstimmig seine Unterstützung bekundete. Walter Amstalden (KVP) reichte im Ständerat eine ähnliche Motion zum Schutz mittelständischer Existenzen ein, die aber ohne Verfassungsänderung und Notverordnung auskommen sollte.
Daraufhin entbrannte eine heftige öffentliche Debatte, in die vor allem Migros-Gründer Gottlieb Duttweiler mit zahlreichen Eingaben und Zeitungsartikeln eingriff. Der von Bundesrat Edmund Schulthess vorgelegte Gesetzesentwurf wurde am 14. Oktober 1933 in beiden Parlamentskammern beraten. Er sah ein landesweites Verbot der Neuerstellung oder Erweiterung von Kaufhäusern, Warenhäusern und Einheitspreisgeschäften vor. Darüber hinaus sollten die Kantone selbst bestimmen können, ob sie ein Verbot auch für Filialgeschäfte von Grossunternehmen des Detailhandels beantragen wollten. Dieser Punkt war umstritten, weil davon auch die Läden von Konsumgenossenschaften betroffen waren. Joss und Amstalden wollten den Zusatz vermeiden, weil sie vor allem jüdische Unternehmen und die Migros treffen wollten, setzten sich aber nicht durch. Relativ knapp mit 55 zu 49 Stimmen beschloss der Nationalrat, den auf zwei Jahre befristeten Bundesbeschluss als dringlich zu erklären, während der Ständerat diesem Punkt oppositionslos zustimmte. Nach damaligem Recht waren dringliche Bundesbeschlüsse dem fakultativen Referendum entzogen, sodass keine Volksabstimmung dazu möglich war.

## Auswirkungen
Der Bundesrat wendete das neue Gesetz restriktiv an. Er genehmigte für acht Kantone die Rückwirkung auf den 5. September und weitete das Verbot am 10. November 1933 auch auf Filialgeschäfte von Grossunternehmungen des Lebensmittel-Detailhandels aus. Filialen, die zwischen dem 5. September und dem 14. Oktober eröffnet worden waren, mussten wieder geschlossen werden. Am 28. November weitete der Bundesrat das Verbot auf den Schuhhandel aus und bewilligte weiteren Kantonen die Rückwirkung. Als einziger verlangte der Kanton Basel-Stadt die Bewilligung, dass auf seinem Hoheitsgebiet weiterhin Filialen eröffnet und erweitert werden durften. Duttweiler nahm den Kampf gegen das Filialverbot auf und organisierte 1934 eine Petition, die in zwölf Kantonen von 230'000 Personen unterschrieben wurde; allein im Kanton Zürich kamen 115'000 Unterschriften zusammen. Der Verband Schweizerischer Konsumvereine (VSK), der Vorläufer von Coop, wehrte sich mit Unterstützung von Gewerkschaften, Angestelltenverbänden und der Sozialdemokratischen Partei ebenfalls gegen das Filialverbot und sammelte mit einer eigenen Petition weitere 570'000 Unterschriften.
Bereits 1933 hatte der renommierte Staatsrechtler Fritz Fleiner in einem Gutachten zuhanden des Bundesrates dargelegt, dass das Filialverbot verfassungswidrig sei. Zaccaria Giacometti kam im folgenden Jahr in der Schweizerischen Juristen-Zeitung zu einem ähnlichen Schluss: «Die politischen Bundesbehörden scheinen dem Volke zu misstrauen, somit den Glauben an die Demokratie allmählich zu verlieren. Um eines wirklichen oder vermeintlichen augenblicklichen Notstandes willen gibt man in konkreten Einzelfällen in verfassungswidriger Weise die Grundlagen der Demokratie preis. […] Mit der Referendumsdemokratie steht und fällt nämlich der schweizerische Staat.» Trotz der Petitionen und entgegen der juristischen Fachmeinung schlug der Bundesrat am 2. Juli 1935 die Verlängerung des dringlichen Bundesbeschlusses um weitere zwei Jahre vor. Das Parlament stimmte dem Antrag am 27. September 1935 zu, ergänzte aber den Bundesbeschluss um einen zusätzlichen Artikel. Dieser besagte, dass Grossunternehmungen durch den Bundesrat von der Beachtung des Filialverbots entbunden werden konnten, wenn mit den zuständigen Verbänden eine vertragliche Vereinbarung getroffen werden konnte.
In der Praxis hatte die Ausnahmeregelung keine Auswirkungen und der politische Druck seitens der Migros und des VSK hielt weiter an. Am 28. Oktober 1937 wurde der Bundesbeschluss erneut um zwei Jahre verlängert. Neu waren sämtliche Konsumgenossenschaften, die vor dem 1. Mai 1935 Verkaufsstellen geführt hatten, vom Filialverbot ausgenommen. Der Bundesbeschluss von 1942 machte schliesslich keine Unterscheidung mehr, ob eine Genossenschaft vor oder nach diesem zufällig festgelegten Datum gegründet worden war. Davon hätte auch die Migros profitiert, die 1941 von einer Aktiengesellschaft in eine Genossenschaft umgewandelt worden war, doch liess eine Vereinbarung mit den Verbänden weitere zwei Jahre auf sich warten. Mit der Anerkennung als Selbsthilfegenossenschaft durch die Bundesbehörden unterstand sie am 1. Januar 1945 nicht mehr dem Filialverbot, blieb aber beim Ausbau des Filialverbotes durch eine auf ein Jahr befristete freiwillige Übereinkunft mit dem SGV an eine Meldepflicht gebunden. Hans Munz, Nationalrat des Landesrings der Unabhängigen, erreichte mit viel beachteten Zeitungsartikeln und Reden, dass das verfassungswidrige Filialverbot am 1. Januar 1946 schliesslich ganz aufgehoben wurde.
Die am 11. September 1949 knapp angenommene eidgenössische Volksinitiative «Rückkehr zur direkten Demokratie» stellte unter anderem sicher, dass das Parlament dringliche Bundesbeschlüsse in Zukunft nicht mehr dem fakultativen Referendum entziehen konnte, wodurch Gesetze wie das Filialverbot fortan praktisch nicht durchsetzbar waren.